# Франко-турецкий альянс

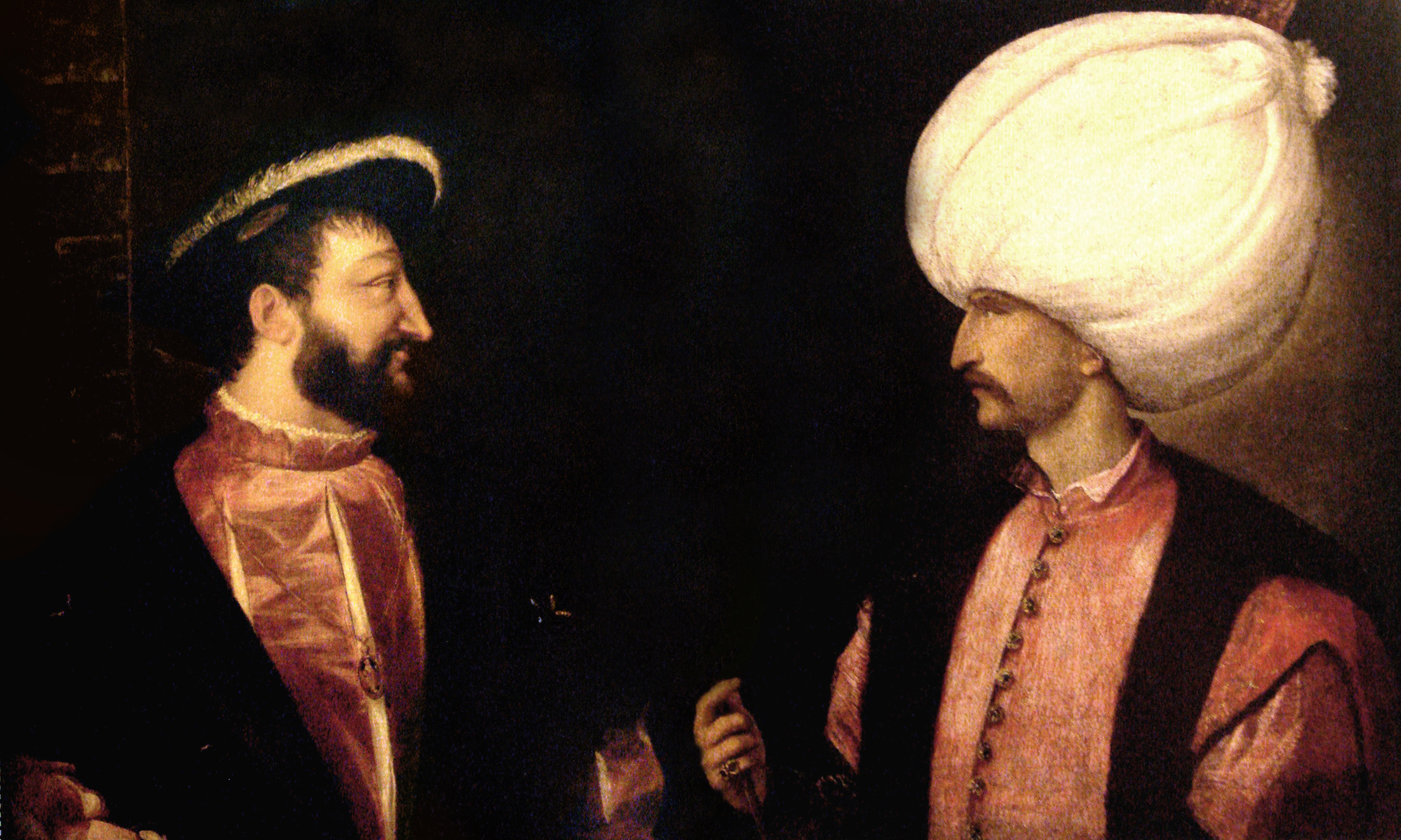
Тициан. Франциск I и Сулейман Великолепный. Ок. 1530 года

Франко-османский альянс, также известный как франко-турецкий союз, был союзом, официально заключенным в 1536 году между Франциском I, королем Франции, и Сулейманом I, султаном Османской империи. Этот стратегический, а иногда и тактический союз был одним из самых длительных и важных иностранных союзов Франции и был особенно влиятельным во время Итальянских войн. Франко-османский военный союз достиг своего пика с завоеванием Корсики в 1553 году во время правления Генриха II Французского. 

## Политическая сторона

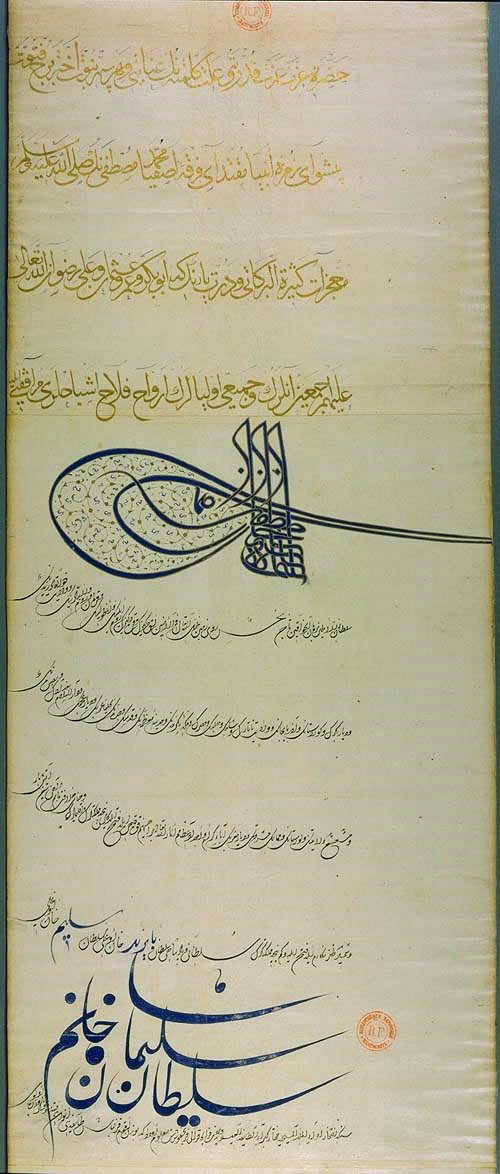
Письмо турецкого султана королю Франции (1536)

Османы оказывали французам финансовую поддержку и координировали с ними свои боевые действия против Габсбургов — например, уже в 1543 году войска герцога Энгиенского и Хайр-эд-Дина Барбароссы совместно осадили Ниццу. В то же время в ходе «Малой войны в Венгрии» Франция оказывала поддержку турецкому вассалу, Восточно-венгерскому королевству (будущему Трансильванскому княжеству), с которым заключила союз в 1528 году, и непосредственно Османской империи, передав той целое артиллерийское подразделение.
Французы оказывались в привилегированном по сравнению с другими христианскими народами отношении касательно свободного захода в порты Османской империи, торговли с Ближним Востоком и ведения «святыми местами». Французы содействовали вылазкам берберских пиратов и старались приурочить турецкие осады Вены к собственным войнам с Габсбургами.
Французский посол, по традиции проживавший в Галатском предместье Стамбула, пользовался большим весом при Блистательной Порте в продолжение всего существования ансьен-режима. На рубеже XVI и XVII веков внимание турецкого правительства переключилось с европейских дел на войны с персидскими Сефевидами, которые неоднократно посылали Генриху IV посольства с целью получения его дипломатической поддержки.
Людовик XIV возобновил отношения с султанами, регулярно принимая в Версале турецких послов. Одним из самых успешных турецких военачальников в то время был француз Бонневаль-паша. В качестве заключительной страницы франко-турецких союзных отношений можно рассматривать Крымскую войну, когда Франция и Турция бок о бок противостояли тому решению Восточного вопроса, на котором настаивала Россия. В те годы даже распространилась легенда о том, что султан связан родством с Бонапартами через свою бабушку французского происхождения, некую Эме де Ривери.

## Культурная сторона

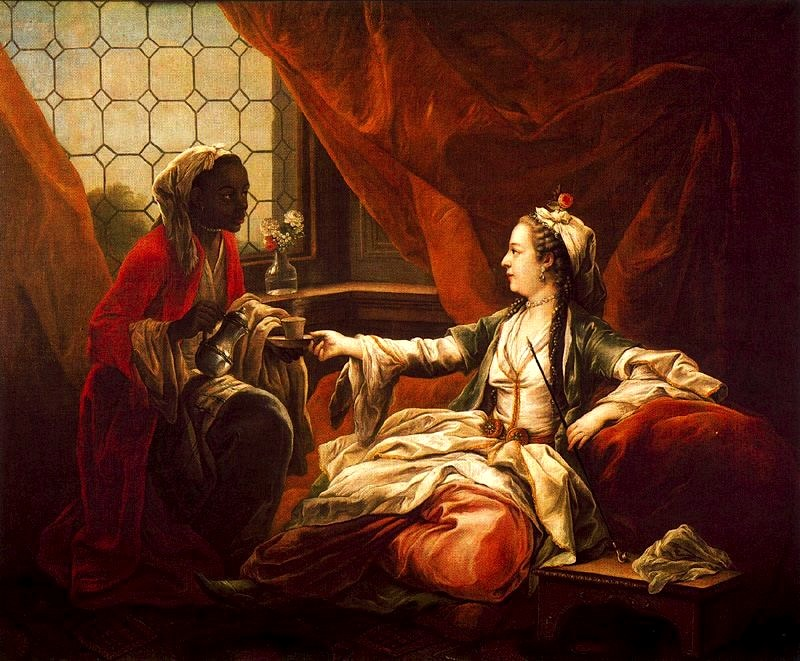
Ш. А. Ван Лоо Султанша (Маркиза де Помпадур в турецком костюме). 1747. Холст, масло. Лувр (Музей декоративного искусства), Париж

Благодаря содействию османских властей французские негоцианты, такие, как Жан-Батист Тавернье, свободно пересекали всю Азию до самой Индии. Параллельно с европейским увлечением «китайщиной» во Франции распространилась имитация внешних форм турецкой и персидской культуры. В частности, действие многих опер помещалось в восточных гаремах. Повышенный интерес современников Людовика XIV к турецкой культуре проявился в пьесах Мольера и «Персидских письмах» Монтескьё. В 1704 году первым в Европе появился французский перевод «Тысяча и одной ночи».

## Научный обмен
Французский учёный XVI века Гийом Постель внёс весомый вклад в сбор и изучение научных работ из Османской империи. Обладая значительными знаниями восточных языков, таких как арабский и иврит, он сопровождал французского посла Жана де Ла Форе в Константинополь в 1536 году. В ходе этой миссии Постель собирал рукописи для королевской библиотеки Франции, а также, вероятно, выступал в роли переводчика. Этот факт подтверждается наличием астрономической рукописи на арабском языке, привезённой им во Францию, которая ныне хранится в Национальной библиотеке в Париже.

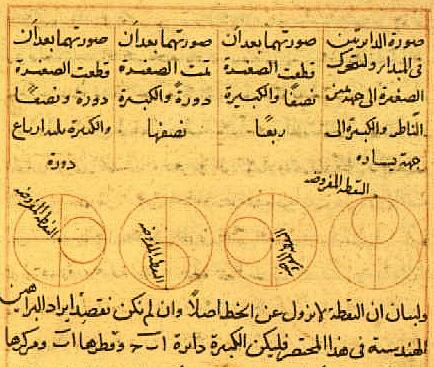
Схема пары Туси, сделанная ат-Туси в XIII веке

Постель совершил еще одну поездку на Восток между 1548 и 1551 годами, во время которой он также собирал рукописи, хотя точные даты и места остаются неясными. Среди этих рукописей одна, также аннотированная Постелем, хранится в Ватиканской библиотеке. Она связана с работами астронома Насира ад-Дина ат-Туси и включает его теорему, известную как пара Туси, что является частью одной из самых значительных коллекций восточных рукописей в Европе.
Эти рукописи демонстрируют доступность сложных астрономических текстов на арабском для европейских учёных того времени, таких как современники Коперника (конструкция пары Туси использовалась Коперником в его переосмыслении математической астрономии и послужила основой для его гелиоцентрической системы). В целом, исследование рукописей, аннотированных Постелем, указывает на то, что европейские учёные не нуждались в переводе этих текстов на латынь для их использования в обучении и научной работе. Аннотации Постеля показывают, что он и его современники могли свободно читать и понимать эти тексты на их оригинальных языках, что свидетельствует о высоком уровне подготовки и интереса к восточной науке среди европейской интеллигенции того времени.

## Союз Франциска I и Сулеймана
Союз был возможностью для обоих правителей бороться против гегемонии Дома Габсбургов. Целью Франциска I было найти союзника против Габсбургов, хотя политика ухаживания за мусульманской властью была противоположна политике его предшественников. Предлогом, использованным Франциском I, была защита христиан на османских землях посредством соглашений, называемых «капитуляциями Османской империи».
Король Франциск был заключен в тюрьму в Мадриде, когда были предприняты первые попытки создания союза. Первая французская миссия к Сулейману, по-видимому, была отправлена сразу после битвы при Павии матерью Франциска I, Луизой де Савойя, но миссия затерялась по пути в Боснию.
В декабре 1525 года была отправлена вторая миссия во главе с Иоанном Франжипани, которой удалось достичь Константинополя, столицы Османской империи, с секретными письмами с просьбой об освобождении короля Франциска I и нападении на Габсбургов. Франжипани вернулся с ответом Сулеймана 6 февраля 1526 года:
Я, султан султанов, повелитель государей, раздающий короны монархам на лице земли, тень Бога на земле, султан и суверенный владыка Средиземного и Чёрного морей, Румелии и Анатолии, Карамании, земли римлян, Дулкадрии, Диярбакыра, Курдистана, Азербайджана, Персии, Дамаска, Алеппо, Каира, Мекки, Медины, Иерусалима, всей Аравии, Йемена и многих других земель, которые мои благородные предки и мои славные предки (да осветит Господь их гробницы!) силой своего оружия завоевали и которые мое Августейшее Величество подчинило своему яркому мечу и своему победоносному клинку, я, султан Сулейман-хан, сын султана Селим-хана, сын султана Баязид-хана: Тебе, кто именуется Франческо, король провинции Франции… Вы послали в мою Порту, убежище государей, письмо от руки вашего верного слуги Франжипани, и вы, кроме того, доверили ему различные устные сообщения. Вы сообщили мне, что враг захватил вашу страну и что вы в настоящее время находитесь в тюрьме и в плену, и вы просили помощи и поддержки для вашего освобождения. Все эти ваши слова были изложены у подножия моего престола, который управляет миром. Ваше положение получило мое имперское понимание во всех деталях, и я все обдумал. Нет ничего удивительного в том, что императоры побеждены и взяты в плен. Тогда ободритесь и не смущайтесь. Наши великолепные предки и наши прославленные предки (да осветит Господь их гробницы!) никогда не переставали вести войны, чтобы дать отпор врагу и завоевать его земли. Мы сами пошли по их стопам, и во все времена завоевывали провинции и крепости большой силы и труднодоступные. День и ночь наш конь оседлан, и наша сабля подпоясана. Пусть Бог Всевышний содействует праведности! Да свершится все, что Он сделает! В остальном, расспросите своего посла и будьте в курсе. Знай, что будет так, как сказано.Султан Сулейман, февраль 1526

## Возрождение союза при Людовике XIV
Первоначально отношение Людовика к Османской империи, казалось, было негативным, и французские войска помогали австрийцам против турок в битве при Сентготхарде 1664 года и венецианцам против турок при осаде Кандии в 1669 году под командованием Франсуа де Бофора. Одной из причин было то, что Людовик XIV находился в изменчивом союзе с Габсбургами, особенно из-за его брака с Марией-Терезой Испанской в 1660 году. Мать Людовика, Анна Австрийская, тоже была Габсбургом.
Берберская работорговля и османские корсары из Османского Алжира были серьезной проблемой на протяжении веков, что приводило к регулярным карательным экспедициям Франции (1661, 1665, 1682, 1683, 1688). Французский адмирал Авраам Дюкен сражался с берберийскими корсарами в 1681 году и бомбардировал Алжир, уничтожив большое число домов, несколько мечетей и убив тысячи алжирцев между 1682 и 1683 годами. Согласно мирным переговорам он смог получить сотни пленных французов. Однако Дюкен был протестантом, чего французский король ему простить не смог. Это помешало ему стать вице-адмиралом и маршалом Франции.
В 1673 году Людовик отправил флот в Дарданеллы и добился новых капитуляций, признавших его единственным защитником католиков. Вскоре Людовик возродил альянс, чтобы облегчить свою экспансионистскую политику. Людовик воздерживался от вступления в формальный союз с Османской империей, но сохранял осторожный нейтралитет, выгодный туркам, поощрял их открыть новый фронт против Габсбургов и эффективно использовал конфликт со Священной Римской империей для дальнейшего территориального расширения Франции. В 1679 и 1680 годах Людовик через своего посланника Гийерага призвал османского великого визиря Кара Мустафу вмешаться в восстание куруцов против Габсбургов, но безуспешно. Людовик сообщил туркам, что никогда не будет сражаться на стороне австрийского императора Леопольда I, и вместо этого сосредоточил войска на восточной границе Франции. Эти заверения побудили турок не продлевать 20-летнее Вашварское перемирие 1664 года с Австрией и перейти в наступление. С 1683 года и в течение шестнадцати лет Священная Римская империя будет сражаться с Османской империей в Великой Турецкой войне. Людовик отказался участвовать в Священной лиге, коалиции европейских держав против османов, заняв позицию нейтралитета, и призвал Мехмеда IV продолжать борьбу против Габсбургов. Памфлетисты и поэты критиковали позицию Людовика и укрепляли единство Лиги, описывая битву между европейской «свободой», с одной стороны, и «восточным деспотизмом», связанным с «французским абсолютизмом», с другой.
Великий османский визирь Кара Мустафа почти захватил Вену, но был окончательно отбит в Венской битве в 1683 году. Тогда Людовик не только отказался помочь австрийцам, но, наоборот, попытался помешать Яну III Собескому спасти город, и предпринял военные действия против городов Эльзаса и части южной Германии. Он смог подписать Регенсбургское перемирие 15 августа 1684 года, которое предоставило его государству несколько территорий, прикрывавших границу и защищавших Францию от иностранного вторжения.
В 1688 году Людовик снова напал на империю Габсбургов, по сути ослабив их давление на османов. Османы смогли организовать контратаку и преуспели в осаде Белграда (1690), но в конечном итоге потерпели поражение в 1699 г. и заключили Карловицкий мир.